# 희미한 그녀
《희미한 그녀》(일본어: 幽かな彼女)는 칸사이 TV의 제작에 의해 2013년 4월 9일부터 6월 18일까지 후지 TV 계열로 매주 화요일 22:00 ~ 22:54(JST)에 방송된 텔레비전 드라마이다. 주연은 카토리 싱고.
캐치프레이즈는, 〈선생님의 배후에, 비밀 있음.〉.

## 캐스트

### 세타가야 구립 오바라미나미 중학교
카미야마 아키라 (34) - 카토리 싱고
3학년 2반 담임. 사회과. 영감 체질로 유령을 매우 싫어한다.
아카네 (몰25) - 안
아키라가 이사해 온 맨션 〈메종 하뉴〉의 304호실에 정착하고 있는 지박령. 적극적인 성격으로, 생전은 교사였다.
카와이 치호 (23) - 마에다 아츠코
3학년 2반 부담임. 국어과.
하야시 쿠니히코 (26) - 키타야마 히로미츠 (Kis-My-Ft2)
3학년 1반 부담임. 영어과. 아키라와 같은 맨션에 살고 있다.
오오하라 미사오 (40) - 하마다 마리
3학년 1반 담임. 수학과.
쿠보우치 미츠루 - 하야시 야스후미
3학년 부주임.
이와나 세이지 (46) - 타카시마 마사히로
3학년 3반 담임. 체육과. 학년 주임.
이시자와 히로미 - 사카타 미즈호
가정과.
코야마 리에 - 사야마 아야카
음악과.
히노 마모루 - 하루미 시호
교장.
키리사와 이즈미 - 마야 미키
오바라미나미 중학교 부교장. 42세. 전 변호사. 엄격한 성격.

#### 3학년 2반
아이다 타쿠토 - 진구지 유타
출석 번호 1번. 2학년 3학기부터 불등교 기색이 되어, 3학년이 되어도 거의 등교해 오지 않는 학생. 고교생 불량 그룹의 동료가 되어, 빠져 나가지 못하고 도둑질 등 비행을 반복하고 있다. 2학년 때 가장 사랑하는 할아버지가 돌아가셔, 부모님도 매우 바빠 어른의 보살핌을 받지 못하고, 마음에 외로움을 안고 있다. 성격은 내향적.
이시다 와타루 - 마츠이 켄타
출석 번호 2번. 남자 운동부계 중심 그룹의 한 명. 성격은 경박해, 클래스의 무드 메이커 중 한 명. 소문을 좋아하는 약간 구경꾼적인 성격으로, 학생 사이의 여러 가지 정보도 가지고 있다. 실은 클래스 메이트에게는 비밀로, 카오리와 교제하고 있다.
엔도 히데토 - 오카다 류노스케
출석 번호 3번. 남자 운동부계 중심 그룹의 한 명. 축구부.
오이타니 미카 - 나카무라 유리카
출석 번호 4번. 성장이 좋은 아가씨적인 분위기의 차분한 성격. 클래스의 점잖은 그룹.
오오미야 토마 - 후지와라 카오루
출석 번호 5번. 과묵. 가라테장에 다니고 있다.
오카모토 카나 - 미키 호노카
출석 번호 6번. 여자 중심 그룹의 일원으로, 무드 메이커 중 한 명. 모자 가정으로, 친가는 일품 요리점을 영위하고 있다. 친구에게는 숨기고 있지만 학교 오는 길에 가게를 돕고 있다. 무리해서? 여자의 중심적 〈그룹〉에 맞추고 있는 감도 있다.
쿄즈카 리사 - 야마모토 마이카
출석 번호 7번. 어른스러운 분위기와 갖추어진 용모의 소유자로, 여자 그룹의 리더. 클래스의 집단 괴롭힘을 뒤에서 견인하는 일도 자주 있다. 부친은 정치가, 모친은 PTA 회장. 원래는 국립대학의 유명 부속 초등학교에 재적하고 있었지만, 어느 이유에 의해 공립으로 전학간 과거가 있다. 학교나 교사에 대해서 신뢰도 존경도 하고 있지 않다.
쿠라타 마도카 - 타이라 유나 (오하가루 츄!츄!츄!)
출석 번호 8번. 댄스부에 소속해 있다. 클래스의 제2파벌, 점잖은 그룹에 속하고 있다.
코쿠보 켄타 - 사와하타 류세이
출석 번호 9번. 남자 운동부계 중심 그룹의 한 명. 남자 배구부.
사토 유카 - 모리카와 마이
출석 번호 10번. 소프트볼부 소속. 클래스의 점잖은 그룹.
시게타 마코토 - 타구치 츠카사
출석 번호 11번. 클래스를 정리하는 학급 위원. 고지식한 성격으로, 끙끙 고민하는 것이 많다.
시모카와 치카 - 세키 시유
출석 번호 12번. 여자 중심 그룹의 일원. 무엇보다, 리사 그룹과의 교제를 최우선 하고 있다.
타카하시 렌 - 이노우에 츠바사
출석 번호 13번. 댄스 스쿨에 다니고 있고, 운동신경이 좋다.
타지마 모에 - 타나베 모모코
출석 번호 14번. 여자 중심 그룹의 일원. 치카에게 떠밀려 리사 그룹에 들어가 있지만, 될 수 있으면 빠지고 싶다고 하는 것이 본심.
테지마 켄타로 - 이와하시 겡키
출석 번호 15번. 축구부에 소속해 있는, 활발한 스포츠 소년. 남자 운동부계 중심 그룹의 한 사람으로, 리더적인 존재. 다른 사람들을 잘 돌보므로 등교를 거부하고 있는 아이다도 신경쓰고 있다. 또 클래스 메이트의 유즈키 아스카를 몰래 생각하고 있다.
나카지마 토모야 - 이치카와 리쿠
출석 번호 16번. 남자 운동부계 중심 그룹의 한 명. 수영부 소속.
니시하라 츠바사 - 사나 히로키
출석 번호 17번. 타카하시 렌과 같은 댄스 스쿨에 다니고 있다.
네즈 료스케 - 모리모토 신타로
출석 번호 18번. 2학년 때부터 〈반항기〉에 들어가, 가정 내외에서 난폭한 행동을 취하게 되었다. 불량 예비군으로서 교사진으로부터 마크 되고 있다. 초등학생의 무렵은 현지 축구 클럽에 소속해 있어, 실력도 평가되고 있었다. 축구를 그만둔 것으로, 이전에는 친했던 켄타로와 거리를 두고 있다. 누구와도 교류하지 않는 독불 장군적 존재. 옥상이 마음에 드는 장소. 단지, 소꿉친구 모리노 사야 만큼은, 마음을 열고 있다??
노모토 카오리 - 아라카와 치카
출석 번호 19번. 학급 위원. 태연하게 교칙을 무시하는 리사토 그룹을, 그다지 좋게 생각하지 않는다. 검도부 소속. 클래스의 제2파벌, 점잖은 그룹의 중심적 존재. 그렇지만 공공연하게 쿄츠카 리사와 대립하려고는 생각하지 않는다. 몰래 이시다와 교제하고 있다.
하야마 카제 - 시바타 쿄카
출석 번호 20번. 학년 톱 성적을 자랑하는 수재……라고 하는 것보다, 학원이나 가정교사에 의해, 벌써 대학 입시 레벨까지 선행하고 있다. 장래는 의사가 되려고 생각한다. 학교 행사나, 클래스의 분쟁에는 일절 관심을 나타내지 않는다. 후지타 토모미와는 일단 친구 관계?
히가시가와 나나코 - 아사카와 나나 (GEM)
출석 번호 21번. 여자 중심 그룹의 일원. 리사와의 교제가 최우선.
후지에 슌스케 - 하기와라 리쿠
출석 번호 22번. 많은 학원을 다니고 있는 공부벌레 타입이지만, 한번도 성적 톱을 했던 적이 없다.
후지타 토모미 - 카미시라이시 모카
출석 번호 23번. 점잖은 성격으로, 부탁받은 것은 싫다고 말하지 못한다. 그 때문에 주위에서는 “적당한 놈”이라고 생각되어, 무엇인가 부탁받아줄 것을 강요 당하고 있다. 하야마와는 초등학교 시절부터 사이가 좋다. 토모미 자신은, 하야마를 지금도 친구라고 생각하지만···.
미즈사와 마유미 - 카토 리호나 (iDOL Street)
출석 번호 24번. 클래스의 얌전한 그룹. 만화를 그리는 것이 취미.
미나가와 타카오 - 오카야마 토모키
출석 번호 25번. 남자 운동부계 중심 그룹의 한 명. 농구부 소속.
무카이 쥬리 - 콘도 레이나
출석 번호 26번. 여자 중심 그룹의 일원. 리사와의 교제가 최우선.
모리오카 다이키 - 와타나베 타카히로
출석 번호 27번. 남자 운동부계 중심 그룹의 한 명. 축구부 소속.
모리노 사야 - 모리사코 에이
출석 번호 28번. 영능 스펙을 가져, 영혼의 모습도 뚜렷이 볼 수 있는 소녀.
야자와 마이 - 이이토요 마리에
출석 번호 29번. 여자 중심 그룹의 일원. 패션에 관심이 많고, 언제나 새로운 소품이나 신작의 옷을 손에 넣는 리사를 부럽게 생각한다.
유즈키 아스카 - 히로세 스즈
출석 번호 30번. 연예계 진출을 꿈꾸고 있다. 틴즈 잡지에 권유를 받아 독자 모델로서 게재되는 일도 자주 있다. 스스로 잡지의 오디션에 응모하고 있지만, 좀처럼 전속 모델이 되지 못한다. 테지마 켄타로의 호의는 기쁘지만··· 그것보다 연예계 진출이 중요, 라고 생각하고 있다.

### 그 외
요시오카 상 - 사토 지로
부유령. 아카네의 유일한 친구. 유령 업계의 “얼굴”답게, 아카네에게 무엇인가 어드바이스를 한다.
메구미 - 우에마 미오
요시오카 상의 여자친구.
신도 - 쵸 타미야스
〈메종 하뉴〉 관리인.
신도 이츠키 - 하시모토 토모야
관리인의 아들. 메종 하뉴 304호실에 정착하는 유령에 흥미를 가지고 있다.
고토다 노리코 - 후세 에리
학교 교육 연구가.

### 게스트

#### 제1화
혼마 아야노 - 쿠로사키 레이나
오바라미나미 중학교 3학년 1반.
혼마 타카코 - 타키자와 료코
아야노의 모친.
아이다 후미에 - 마츠야마 미유키
타쿠토의 모친.

#### 제2화
오카모토 미오리 - 하루키 미사요
카나의 모친. 모자 가정. 요리점을 영위하고 있다.
쿄즈카 레이코 - 미야지 마사코 (제5화)
리사의 모친. PTA 회장. 몬스터 페어런트.

#### 제3화
유즈키 슌페이 - 아이지마 카즈유키 / 유즈키 쿄코 - 마루야마 유코
아스카의 부모님. 부친은 어릴 적, 파일럿이 되는 것이 꿈이었다.
후유키 켄 - 와타나베 코헤이
에메랄드 프로모션 개발부 매니저.

#### 제4화
후미코 - 아오이 / 마키 - 나카무라 아사카 / 사나에 - 스즈키 카스미
카와이의 모리야마 가쿠인 대학 시절 친구.
타카노 하야토 - 이이다 카즈노리
부교장의 제안으로, 교사의 업무 경감을 목적으로 하여, 1주간 한정으로 외부에서 파견되어 온 댄스 코치.

#### 제5화
후지에 케이스케 - 오기 시게미츠 / 후지에 아이코 - 와타나베 스기에
슌스케의 부모님.
토도로키 요이치로 - 카토 토라노스케 (제8 ~ 최종화)
세타가야 구 교육 위원회 관리국 교육 지도원.

#### 제6화
이시다 나호코 - 히사 렌 (최종화)
와타루의 모친.
노모토 아유미 - 모리시타 마히로 / 노모토 테츠야 - 아사쿠라 타쿠야
카오리의 부모님.

#### 제7화
히로타 카스미 - 하루 (중학생 시절：오오토모 카렌)
아키라의 제자.
아리사와 노조미 - 니시야마 나나 / 아리사 - 유마 메이야
중학교 때 클래스 내에서 카스미를 괴롭히던 주범격.
네즈 타케히로 - 요시미 유키히로
료스케의 부친.
와타나베 준야 - 히로타 료헤이 (제8 ~ 10화)
아카네의 제자로 메종 하뉴 304호실의 첫 번째 거주자. 아버지는 민자당 의원의 와타나베 미키히코.

#### 제8화
쿄즈카 료이치 - 카츠노부 / 쿄즈카 리호 - 마츠오 야스카
리사의 형제.

#### 제9화
쿄즈카 소고 - 이이다 키스케 (제10 ~ 최종화)
리사의 부친. 민자당 중의원 의원.

## 스태프
- 각본 - 후루야 카즈나오
- 음악 - 이즈츠 아키오
- 연출 - 시라키 케이치로, 타나카 코지, 호시노 카즈나리(MMJ)
- 연출 보조 - 코메이
- CG - T601
- 스턴트 - 쿠라타 프로모션
- 프라모델 감수 - DOYUSHA
- 프로듀서 - 키무라 준
- 제작 저작 - 칸사이 TV 방송

## 악곡

### 주제가
- SMAP 〈Joy!!〉 (빅터 엔터테인먼트)
  - 이 악곡의 뮤직 비디오와 코러스에는 카토리가 연기하는 카미야마의 클래스 3학년 2반 학생들이 참가하고 있다.

### 삽입곡
- SMAP 〈Dawn〉
  - 최종화에서 문화제의 합창곡으로 3학년 2반이 부른 곡. 덧붙여서 쿄즈카 리사가 제안한 곡이다.

## 부제
| 각 화                                                       | 방송일          | 부제                                 | 주인공 학생                 | 연출            | 시청률 |
| ----------------------------------------------------------- | --------------- | ------------------------------------ | --------------------------- | --------------- | ------ |
| 제1화                                                       | 2013년 4월 9일  | 선생님은 정열은 없지만 영감은 있음!? | 아이다 타쿠토               | 시라키 케이치로 | 11.8%  |
| 제2화                                                       | 2013년 4월 16일 | 중학생에게도 경제 격차!?             | 오카모토 카나               | 시라키 케이치로 | 10.2%  |
| 제3화                                                       | 2013년 4월 23일 | 연예계의 함정! 14세의 각오           | 유즈키 아스카               | 시라키 케이치로 | 10.7%  |
| 제4화                                                       | 2013년 4월 30일 | 교사는 의미 있는 직업인가?           | 후지타 토모미               | 호시노 카즈나리 | 11.6%  |
| 제5화                                                       | 2013년 5월 7일  | 체벌,이라는 말의 마력                | 하야마 카제 후지에 슌스케   | 호시노 카즈나리 | 11.5%  |
| 제6화                                                       | 2013년 5월 14일 | 아카네 소멸!? 깨달은 마음            | 노모토 카오리 이시다 와타루 | 타나카 코지     | 11.4%  |
| 제7화                                                       | 2013년 5월 21일 | 지는 것을 인정받는 강함              | 네즈 료스케 테지마 켄타로   | 시라키 케이치로 | 11.8%  |
| 제8화                                                       | 2013년 5월 28일 | 이지메 스파이럴                      | 모리노 사야 쿄즈카 리사     | 호시노 카즈나리 | 11.5%  |
| 제9화                                                       | 2013년 6월 4일  | 이지메, 그 앞에 본 어둠              | 쿄즈카 리사                 | 시라키 케이치로 | 10.1%  |
| 제10화                                                      | 2013년 6월 11일 | 카미야마 선생님, 마지막 수업         | 야자와 마이 쿄즈카 리사     | 시라키 케이치로 | 11.9%  |
| 최종화                                                      | 2013년 6월 18일 | 안녕, 선생님                         | 학생 전원                   | 시라키 케이치로 | 14.1%  |
| 평균 시청률 11.5% (시청률은 칸토 지구·비디오 리서치사 조사) |                 |                                      |                             |                 |        |

- 첫회는 22:10 ~ 23:14의 10분 지연·10분 확대.